# Bada
Pour les articles homonymes, voir Bada (homonymie).
Bada était un système d'exploitation pour smartphones sorti début 2010 et utilisé notamment sur la gamme Samsung Wave de Samsung. Il est basé sur le système d'exploitation propriétaire SHP OS.

## Historique
Le système Bada a été dévoilé par Samsung lors du Mobile World Congress de Barcelone début 2010.
À la suite de la décision de Nokia d'abandonner Symbian OS pour Windows Phone, Samsung a décidé, pour dynamiser le développement de Bada, de recruter d'anciens développeurs Symbian.
Bada était, au 27 août 2011, le 3e système d'exploitation mobile en part de marché en France et équipe plus d'un million de smartphones.
En janvier 2011, alors que Samsung développe aussi Tizen, le rapprochement des deux systèmes d'exploitation est envisagé, comme l'a déclaré le vice-président Tae-Jin Kang : « Nous travaillons actuellement à la fusion de Bada et Tizen ». Le 25 février 2013, Samsung annonce qu'il va arrêter le développement de Bada pour se concentrer, à la place, sur le développement de Tizen.
Mi-2011, la version 2.1 de Bada est disponible. Cette version comporte de légères optimisations par rapport à Bada 2.0.
Fin 2014, Samsung annonce le lancement de nouveaux smartphones sous le système d'exploitation Tizen, successeur de Bada.

## Présentation

### Interface utilisateur
La surcouche logicielle TouchWiz 4.0 de Samsung est utilisée pour les terminaux équipés de Bada 2.0 et Bada 2.1.
La version précédente de Bada (1.2) utilise la surcouche TouchWiz 3.0.
TouchWiz est également utilisée sur l'ensemble des terminaux Samsung sous Android et Tizen.

### Terminaux
Le premier téléphone mobile basé sur Bada est le Samsung Wave, lancé en Europe en juin 2010.
Il y a ensuite le 723, mobile de gamme inférieure à celle du premier Wave, proposant ainsi des prix plus abordables ainsi que le 525. Une troisième version est sortie, le 553, visant la clientèle professionnelle et équipé d'un clavier AZERTY coulissant sur le côté.
Le Samsung Wave II est une mise à jour essentiellement concernant l'écran du Samsung Wave premier du nom. 
Avec la sortie de Bada 2.0, trois nouveaux appareils sortirent en fin d'année 2011. Il s'agit des Samsung Wave III, M et Y.
La version 2.0 de Bada est disponible pour le Samsung Wave I et le Samsung Wave II, via Kies ou en flashant la ROM (méthode manuelle, peu recommandée pour les utilisateurs inexpérimentés).

### Fonctionnement
Le fonctionnement de Bada peut varier selon l'appareil sur lequel il est utilisé. Les périphériques utilisant Bada comportent, au-devant de l'appareil, toujours 3 touches : la touche centrale, la touche Répondre et la touche Raccrocher. La première sert à afficher les applications présentes dans l'appareil et/ou à quitter une applications en affichant la liste des applications présentes, en la laissant en arrière-plan. La troisième sert à raccrocher lors d'un appel, à afficher les widgets présents sur l'appareil ou à fermer l'application, bien que certaines applications natives, comme Musique, restent actives. Quant à la deuxième, elle sert à répondre uniquement aux appels. Il y a aussi une touche volume, présente à gauche.

### Bada 1.2
C'est le système qui équipe les Wave 1 et 2. Il ne gère ni le flash ni l'environnement Java.

### Bada 2.0/2.1
Bada 2.0 est disponible sur les téléphones Samsung Wave 3, Wave M, et Wave Y. Ce terminal est disponible officiellement depuis février 2012 pour le Wave 1 et le Wave 2 uniquement chez SFR. Au début, la mise à jour était annoncée pour mi-septembre, puis mi-décembre.
La version 2.0, en version SDK, a été publiée pour les développeurs depuis le début août depuis le site officiel "bada Developers".
On apprend lors du dévoilement du Samsung Wave III qu'il supportera le système de navigation par satellite russe GLONASS, ce qui est permis grâce à Bada 2.0.
Tous les smartphones Wave ont eu la mise à jour Bada 2.0 sauf les Wave 525 et 533 qui ont reçu un « value pack ».

### Produits
| Modèle de téléphone | Date de Sortie   | Système d'exploitation | Réseau et fréquence                                                | Type d'écran                            | Caméra  | Poids |
| Samsung Wave        | 2010             | bada 1.0/1.2/2.0       | GSM/GPRS/EDGE 850/900/1800/1900 MHz, UMTS/HSDPA/HSUPA 900/2100 MHz | WVGA (800 x 480), 3,3", Super AMOLED    | 5 Mpx   | 118 g |
| Samsung Wave 525    | 2010             | bada 1.1/pack spécial  | GSM/GPRS/EDGE 850/900/1800/1900 MHz                                | WQVGA (400 x 240), 3,2"                 | 3,2 Mpx | 100 g |
| Samsung Wave 533    | 2010             | bada 1.1/pack spécial  | GSM/GPRS/EDGE 850/900/1800/1900 MHz                                | WQVGA (400 x 240), 3,2"                 | 3,2 Mpx | 118 g |
| Samsung Wave 575    | 2010             | bada 1.1/2.0           | GSM/GPRS/EDGE 850/900/1800/1900 MHz, UMTS 900/2100 MHz             | WQVGA (400 x 240), 3,2",                | 3,2 Mpx | 100 g |
| Samsung Wave 723    | 2010             | bada 1.1/2.0           | GSM/GPRS/EDGE 850/900/1800/1900 MHz, UMTS 900/2100 MHz             | WQVGA (400 x 240), 3,2",                | 5 Mpx   | 99 g  |
| Samsung Wave II     | 2010             | bada 1.2/2.0           | GSM/GPRS/EDGE 850/900/1800/1900 MHz, UMTS/HSDPA/HSUPA 900/2100 MHz | WVGA (800 x 480), 3,7", Super Clear LCD | 5 Mpx   | 135 g |
| Samsung Wave 578    | 2011             | bada 1.1/2.0           | GSM/GPRS/EDGE 850/900/1800/1900 MHz, UMTS 900/2100 MHz             | WQVGA (400 x 240), 3,2",                | 3,2 Mpx | 100 g |
| Samsung Wave 3      | 8 novembre 2011  | bada 2.0               | GSM/GPRS/EDGE 850/900/1800/1900 MHz, UMTS/HSDPA/HSUPA 900/2100 MHz | WVGA (800 x 480), 4,0", Super AMOLED    | 5 Mpx   | 122 g |
| Samsung Wave M      | 2011             | bada 2.0               | GSM/GPRS/EDGE 850/900/1800/1900 MHz, UMTS/HSDPA/HSUPA 900/2100 MHz | HVGA (320 x 480), 3,65"                 | 5 Mpx   | 121 g |
| Samsung Wave Y      | 16 décembre 2011 | bada 2.0               | GSM/GPRS/EDGE 850/900/1800/1900 MHz, UMTS/HSDPA/HSUPA 900/2100 MHz | HVGA (320 x 480), 3,2"                  | 2 Mpx   | 102 g |

### Fonctionnement logiciel

#### Logiciels Présents
Les applications installées par défaut dans Bada sont :
| - Pavé (téléphone) ; - Messages (SMS,MMS) ; - Social Hub ; - Contacts ; - Dolphin Browser (navigateur Web) ; - Courriel ; - Calendrier ; - Samsung Apps ; - Rechercher ; - Horloge ; - Appareil Photo ; - Paramètres ; - Musique ; - Facebook ; - Twitter ; | - YouTube ; - Navigation Média (gestionnaire de fichiers) ; - Mémo ; - Tâche ; - MI ; - Comptes Sociaux ; - Mini Journal ; - Info Quotidiennes ; - Calculatrice ; - Navigation (Route 66 (de)) ; - Radio FM ; - Enregistrement Vocal ; - Lecteur Vidéo ; - Jeux et autres (Jeux ou applications utilisant Java). |

Il est impossible de supprimer ces applications. Les applications sont téléchargeables depuis la plateforme Samsung Apps.

## Bada SDK
Le Bada SDK est un kit de développement permettant de créer des applications pour Bada.

### API
Le développement pour Bada avec les outils fournis par Samsung se fait en C++ et supporte la bibliothèque C++ STL.
Caractéristiques techniques générales.
- Multitâche, multithread ;
- Il est entièrement basé sur UTF-8 et peut convertir de différentes locales ;
- 2D bitmap/vectoriel (ne semble pas posséder de support OpenVG) ;
- OpenGL ES 1.1 et 2.0 + EGL ;
- XML interface builder ;
- Supporte un clavier numérique et qwerty/azerty virtuel ;
- Support de Flashlite, des contrôles, map et animation Web (W3C) ;
- Retour de force programmable, accès aux différents éléments de gestion de mouvement (GPS, accéléromètre, inclinaison, magnétique, capteur de proximité, type de mouvement, reconnaissance faciale) ;
- Réseau (bluetooth, wifi, http, TCP et UDP, TLS1.0 et SSL3.0 ;
- Messagerie (MMS/SMS) ;
- Information carte SIM ;
- Médias vidéo/audio (formats normalisés mp3, amr, h264, jpeg, png etc., ne semble cependant pas reconnaître ogg, ogv, speex ou flac) ;
- Cryptographie ;
- API social (gestion des contacts, des événements et des relations avec les services de réseaux sociaux en ligne (via SNS[Quoi ?])) ;
- Content pour la gestion des tags, des DRM (digital right management) ;
- Géolocalisation (position, rendu et interface cartographique, autres informations relatives) ;
- Système de commerce séparant développeurs et vendeur d'applications agréées.

Un simulateur est disponible pour les développeurs afin de tester l'application.

### Support d'OpenGL
Bada supporte OpenGL ES 1.1 et 2.0 en totalité ainsi qu'EGL, à l'instar de l'iPhone, Android, lui, supporte OpenGL 2.0 à partir du NDK 2.0.

## Concurrence
Ils ont comme principaux concurrents :
- Apple avec iOS
- Google avec Android
- BlackBerry avec BlackBerry OS
- HP avec webOS (En août 2011, HP a annoncé sa décision de ne plus développer de matériel exploitant WebOS)
- Nokia avec Symbian OS (en 2011, Nokia a annoncé l'abandon de Symbian[12])
- La Fondation Linux, LiMo, Samsung, et Intel, avec Tizen (suite de MeeGo)
- Linaro, port et amélioration d'Ubuntu et Android sur architecture ARM, géré par Samsung, IBM, TI, Freescale et ST-Ericsson.
- Ubuntu pour Android, dont le but est d'utiliser Ubuntu en surcouche d'Android.
- Microsoft avec Windows Phone
- Sun/Oracle avec JavaFX Mobile
- LiMo et Openmoko[13].